# Zarobljavanje države
Zarobljavanje države (eng. state capture) je korupcijska praksa kojom subjekt zarobljavatelj blokira i dirigira institucijama sustava da bi one radile njemu na korist. Svjetska banka ga definira kao proces gdje privatni subjekti, fizičke ili pravne osobe plaćaju nezakonitim i nevidljivim putem javnim službenicima radi utjecanja na državne ustanove kod oblikovanja zakona, pravila, norma i uredaba. Plaćanja mogu poprimiti različite oblike. Uz uplate, doniranja, preplaćivanja usluga, vid korupcije je zapošljavanje bivših državnih dužnosnika i /ili članova njihovih obitelji i bliskih prijatelja. Državu davatelj korupcije u takvim procesima drži zauzdanu i što je proces zarobljavanja duži, to je država sve dublje i teže zarobljena zbog kompromitiranosti sustava i sukoba interesa upletenih dužnosnika.